# جيمس غلينون
جيمس غلينون (بالإنجليزية: James Glennon)‏ هو مصور سينمائي أمريكي، ولد في 29 أغسطس 1942 في لوس أنجلوس في الولايات المتحدة، وتوفي بنفس المكان في 19 أكتوبر 2006.

## وصلات خارجية
- جيمس غلينون على موقع IMDb (الإنجليزية)
- جيمس غلينون على موقع ألو سيني (الفرنسية)
- جيمس غلينون على موقع أول موفي (الإنجليزية)
- جيمس غلينون على موقع قاعدة بيانات الأفلام السويدية (السويدية)
- جيمس غلينون على موقع قاعدة بيانات الفيلم (الإنجليزية)
- جيمس غلينون على موقع كينوبويسك (الروسية)